# Arhythmorhynchus jeffreyi
Arhythmorhynchus jeffreyi är en hakmaskart som beskrevs av Schmidt 1973. Arhythmorhynchus jeffreyi ingår i släktet Arhythmorhynchus och familjen Polymorphidae. Inga underarter finns listade i Catalogue of Life.